# Lucas Beraldo
Lucas Lopes Beraldo (* 24. November 2003 in Piracicaba) ist ein brasilianischer Fußballspieler, der als Innenverteidiger für Paris Saint-Germain und die brasilianische Nationalmannschaft spielt.

## Karriere

### Verein
Beraldo ist der Sohn des Fußballspielers André Beraldo, welcher ebenfalls auf der Position des Innenverteidigers spielte. In seiner Jugend spielte Beraldo für União Barbarense und XV de Piracicaba in seiner Heimatstadt Piracicaba, bevor er 2020 zum FC São Paulo wechselte. Am 26. Mai 2022 gab Beraldo sein Profidebüt für São Paulo beim 1:0-Sieg in der Copa Sudamericana gegen den peruanischen Klub Ayacucho FC. In der brasilianischen Serie A debütierte er am 21. Juli 2022 bei einem 3:3-Unterschieden gegen Internacional Porto Alegre. Am 24. September 2023 gewann er mit dem Klub seinen ersten Pokal, die Copa do Brasil.
Am 1. Januar 2024 unterschrieb Beraldo für eine berichtete Ablösesumme von 20 Millionen Euro einen Vertrag bis Juni 2028 beim Ligue-1-Klub Paris Saint-Germain. Zwei Tage später debütierte er als Einwechselspieler beim 2:0-Sieg gegen den FC Toulouse in der Trophée des Champions und gewann damit seine erste Trophäe mit dem Klub. Der in der Winterpause verpflichtete Innenverteidiger gab bald darauf sein Ligadebüt in der Ligue 1 bei einem 2:2-Unentschieden gegen Stade Brest am 28. Januar, wobei Beraldo für 90 Minuten auf dem Platz stand. Am 13. März 2024 erzielte er sein erstes Tor für PSG beim 3:1-Sieg gegen OGC Nizza im Viertelfinale des Coupe de France.

### Nationalmannschaft
Als Jugendspieler spielte Beraldo für die U-20-Auswahl Brasiliens. Am 1. März 2024 wurde Beraldo für Freundschaftsspiele gegen England und Spanien erstmals in die A-Nationalmannschaft berufen. Sein Debüt gab er am 23. März 2024 bei einem 1:0-Sieg im Wembley-Stadion gegen England.

## Titel
International
- Champions-League-Sieger: 2025 (Paris Saint-Germain)

Brasilien
- Pokalsieger: 2023 (FC São Paulo)

Frankreich
- Meister (2): 2024, 2025 (beide Paris Saint-Germain)
- Pokalsieger (2): 2024, 2025 (beide Paris Saint-Germain)
- Supercupsieger: 2023 (ausgetragen 2024, Paris Saint-Germain)